# Polyosma arguta
Polyosma arguta är en tvåhjärtbladig växtart som beskrevs av William Grant Craib. Polyosma arguta ingår i släktet Polyosma och familjen Escalloniaceae. Inga underarter finns listade i Catalogue of Life.